# 2025 nos jogos eletrônicos
Em 2025 na indústria de videogames, estão programados os seguintes jogos para serem lançados.

## Grandes eventos
| Mês       | Dia(s) | Evento |
| --------- | ------ | --- |
| Fevereiro | 13     | Astro Bot vence prêmio de Jogo do Ano no D.I.C.E. Awards.                                                          |
| Maio      | 9–11   | Evo Japão 2025 está programado para ser realizado no Tokyo Big Sight, em Tóquio.                                   |
| Maio      | 22     | Super Nintendo World está programado para ser aberto ao público junto com o Epic Universe da Universal na Flórida. |
| Junho     | 6–9    | Feira de jogos Summer Game Fest será realizada no YouTube Theater em Los Angeles.                                  |
| Dezembro  | 11     | The Game Awards 2025 está programado para ser realizado no Peacock Theater, em Los Angeles.                        |

## Lançamentos de consoles
| Mês     | Dia | Console           | Desenvolvedora           | Ref   |
| ------- | --- | ----------------- | ------------------------ | ----- |
| Janeiro | 15  | MSI Claw 8 AI+    | Micro-Star International | [ 6 ] |
| Junho   | 5   | Nintendo Switch 2 | Nintendo                 | [ 7 ] |

## Lançamentos de jogos
| Plataformas de jogos eletrônicos |
| -------------------------------- |

| Win | Windows         |
| Mac | Mac             |
| Lin | Linux           |
| NS  | Nintendo Switch |

| PS4 | PlayStation 4   |
| PS5 | PlayStation 5   |
| XBO | Xbox One        |
| XSX | Xbox Series X/S |

| iOS   | iOS, iPadOS     |
| Droid | Android         |
| SMD   | Sega Mega Drive |
|       |                 |

| Win | Windows         |
| Mac | Mac             |
| Lin | Linux           |
| NS  | Nintendo Switch |

| PS4 | PlayStation 4   |
| PS5 | PlayStation 5   |
| XBO | Xbox One        |
| XSX | Xbox Series X/S |

| iOS   | iOS, iPadOS     |
| Droid | Android         |
| SMD   | Sega Mega Drive |
|       |                 |

### Janeiro–Março
| Mês               | Dia | Título                                                                         | Plataforma(s)                         | Gênero(s)                                                | Desenvolvedora(s)                    | Publicadora(s)                               | Referências   |  |
| ----------------- | --- | ------------------------------------------------------------------------------ | ------------------------------------- | -------------------------------------------------------- | ------------------------------------ | -------------------------------------------- | ------------- |  |
| J A N E I R O     | 2   | Wuthering Waves                                                                | PS5                                   | ARPG                                                     | Kuro Games                           | Kuro Games                                   | [ 8 ]         |  |
| J A N E I R O     | 7   | Sea Fantasy                                                                    | Win                                   | ARPG                                                     | Metasla                              | Metasla                                      | [ 9 ]         |  |
| J A N E I R O     | 7   | Ys Memoire: The Oath in Felghana                                               | NS, PS4, PS5                          | ARPG                                                     | Nihon Falcom                         | - AN: Xseed Games - EU: Marvelous Europe     | [ 10 ]        |  |
| J A N E I R O     | 9   | The Fox's Way Home                                                             | NS                                    | Aventura                                                 | BeXide                               | BeXide                                       | [ 11 ]        |  |
| J A N E I R O     | 10  | Freedom Wars Remastered                                                        | Win, NS, PS4, PS5                     | ARPG                                                     | Dimps                                | Bandai Namco Entertainment                   | [ 12 ]        |  |
| J A N E I R O     | 14  | Turnip Boy Robs a Bank                                                         | iOS, Droid                            | Ação e aventura                                          | Snoozy Kazoo                         | Plug In Digital                              | [ 13 ]        |  |
| J A N E I R O     | 16  | Blade Chimera                                                                  | Win, NS                               | Metroidvania                                             | WSS Playground, Team Ladybug         | WSS Playground, Playism                      | [ 14 ]        |  |
| J A N E I R O     | 16  | Donkey Kong Country Returns HD                                                 | NS                                    | Plataforma                                               | Retro Studios, Forever Entertainment | Nintendo                                     | [ 15 ]        |  |
| J A N E I R O     | 16  | DreadOut Remastered Collection                                                 | NS, PS5                               | Terror                                                   | Digital Happiness                    | Soft Source Publishing                       | [ 16 ]        |  |
| J A N E I R O     | 16  | Morkull Ragast's Rage                                                          | Win, XSX                              | Plataforma de ação                                       | Disaster Games                       | Selecta Play, Astrolabe Games                | [ 17 ]        |  |
| J A N E I R O     | 16  | Yobarai Detective: Miasma Breaker                                              | NS                                    | ARPG, hack and slash                                     | Mebius                               | Mebius                                       | [ 18 ]        |  |
| J A N E I R O     | 17  | Dynasty Warriors: Origins                                                      | Win, PS5, XSX                         | Hack and slash, ação                                     | Omega Force                          | Koei Tecmo                                   | [ 19 ]        |  |
| J A N E I R O     | 17  | Tales of Graces f Remastered                                                   | Win, NS, PS4, PS5, XBO, XSX           | RPG                                                      | Tose                                 | Bandai Namco Entertainment                   | [ 20 ]        |  |
| J A N E I R O     | 21  | Needy Streamer Overload                                                        | PS4, PS5                              | Aventura, romance visual                                 | Xemono, WSS Playground               | WSS Playground                               | [ 21 ]        |  |
| J A N E I R O     | 22  | Ender Magnolia: Bloom in the Mist                                              | Win, NS, PS4, PS5, XSX                | Metroidvania                                             | Live Wire, Adglobe                   | Binary Haze Interactive                      | [ 22 ]        |  |
| J A N E I R O     | 23  | Final Fantasy VII Rebirth                                                      | Win                                   | ARPG                                                     | Square Enix                          | Square Enix                                  | [ 23 ]        |  |
| J A N E I R O     | 23  | Guilty Gear Strive                                                             | NS                                    | Luta                                                     | Arc System Works                     | Arc System Works                             | [ 24 ]        |  |
| J A N E I R O     | 23  | Ravenswatch                                                                    | NS                                    | Roguelike de ação                                        | Passtech Games                       | Nacon                                        | [ 25 ]        |  |
| J A N E I R O     | 23  | Star Wars Episode I: Jedi Power Battles                                        | Win, NS, PS4, PS5, XBO, XSX           | Ação                                                     | Aspyr                                | Aspyr                                        | [ 26 ]        |  |
| J A N E I R O     | 23  | Sword of the Necromancer: Resurrection                                         | Win, NS, PS4, PS5, XBO, XSX           | ARPG                                                     | Grimorio of Games                    | Grimorio of Games                            | [ 27 ]        |  |
| J A N E I R O     | 23  | Synduality: Echo of Ada                                                        | Win, PS5, XSX                         | Tiro em terceira pessoa                                  | Game Studio                          | Bandai Namco Entertainment                   | [ 28 ]        |  |
| J A N E I R O     | 28  | Cuisineer                                                                      | NS, PS5, XSX                          | Roguelike de ação                                        | BattleBrew Productions               | - AN: Xseed Games - EU: Marvelous Europe     | [ 29 ]        |  |
| J A N E I R O     | 28  | Eternal Strands                                                                | Win, PS5, XSX                         | Ação e aventura                                          | Yellow Brick Games                   | Yellow Brick Games                           | [ 30 ]        |  |
| J A N E I R O     | 28  | Neptunia Riders VS Dogoos                                                      | NS, PS4, PS5                          | Ação                                                     | Compile Heart                        | Idea Factory International                   | [ 31 ]        |  |
| J A N E I R O     | 28  | Orcs Must Die! Deathtrap                                                       | Win, XSX                              | Ação, tower defense                                      | Robot Entertainment                  | Robot Entertainment                          | [ 32 ]        |  |
| J A N E I R O     | 28  | The Stone of Madness                                                           | Win, NS, PS5, XSX                     | Estratégia em tempo real, stealth                        | The Game Kitchen, Teku Studios       | Tripwire Presents                            | [ 33 ]        |  |
| J A N E I R O     | 28  | Tails of Iron II: Whiskers of Winter                                           | Win, Mac, Lin, NS, PS4, PS5, XBO, XSX | Rolagem lateral, ARPG, aventura                          | Odd Bug Studio                       | United Label                                 | [ 34 ]        |  |
| J A N E I R O     | 28  | Virtua Fighter 5 R.E.V.O.                                                      | Win                                   | Luta                                                     | Ryu Ga Gotoku Studio                 | Sega                                         | [ 35 ]        |  |
| J A N E I R O     | 28  | Warside                                                                        | Win, Lin, NS, PS4, PS5, XBO, XSX      | Táticas baseadas em turnos                               | LAVABIRD                             | First Break Labs                             | [ 36 ]        |  |
| J A N E I R O     | 30  | Cardfight!! Vanguard Dear Days 2                                               | Win, NS                               | Jogo de cartas colecionáveis digitais                    | FuRyu                                | Bushiroad Games                              | [ 37 ]        |  |
| J A N E I R O     | 30  | Gimmick! 2                                                                     | PS4, PS5, XBO, XSX                    | Plataforma                                               | Bitwave Games                        | Sunsoft, Clear River Games                   | [ 38 ]        |  |
| J A N E I R O     | 30  | Phantom Brave: The Lost Hero                                                   | NS, PS4, PS5                          | RPG de estratégia                                        | Nippon Ichi Software                 | - JP: Nippon Ichi Software - WW: NIS America | [ 39 ]        |  |
| J A N E I R O     | 30  | Sniper Elite: Resistance                                                       | Win, PS4, PS5, XBO, XSX               | Tiro tático                                              | Rebellion Developments               | Rebellion Developments                       | [ 40 ]        |  |
| J A N E I R O     | 30  | Spider-Man 2                                                                   | Win                                   | Ação e aventura                                          | Insomniac Games, Nixxes Software     | Sony Interactive Entertainment               | [ 41 ]        |  |
| J A N E I R O     | 30  | Techno Banter                                                                  | Win, NS, PS5, XSX                     | Aventura                                                 | Dexai Arts                           | Crunching Koalas                             | [ 42 ] [ 43 ] |  |
| J A N E I R O     | 30  | Wizardry: The Five Ordeals                                                     | NS                                    | RPG                                                      | 59studio                             | Game*Spark Publishing                        | [ 44 ]        |  |
| J A N E I R O     | 31  | Citizen Sleeper 2: Starward Vector                                             | Win, Mac, NS, PS5, XSX                | RPG                                                      | Jump Over the Age                    | Fellow Traveller                             | [ 45 ]        |  |
| J A N E I R O     | 31  | ReSetna                                                                        | Win, NS                               | Metroidvania, ação e aventura                            | Today's Games                        | indie.io                                     | [ 46 ]        |  |
| J A N E I R O     | TBA | Cloudy Valley                                                                  | Win                                   | Aventura                                                 | Surau Games                          | TyGAMES                                      | [ 47 ]        |  |
| F E V E R E I R O | 4   | Kingdom Come: Deliverance II                                                   | Win, PS5, XSX                         | ARPG                                                     | Warhorse Studios                     | Deep Silver                                  | [ 48 ]        |  |
| F E V E R E I R O | 4   | Rogue Waters                                                                   | NS, PS5, XSX                          | Roguelite, RPG de estratégia, táticas baseadas em turnos | Ice Code Games                       | Tripwire Presents                            | [ 49 ]        |  |
| F E V E R E I R O | 5   | Rift of the NecroDancer                                                        | Win                                   | Ritmo                                                    | Brace Yourself Games, Tic Toc Games  | Brace Yourself Games                         | [ 50 ]        |  |
| F E V E R E I R O | 11  | Civilization VII                                                               | Win, Mac, Lin, NS, PS4, PS5, XBO, XSX | Estratégia baseada em turnos, 4X                         | Firaxis Games                        | 2K                                           | [ 51 ]        |  |
| F E V E R E I R O | 13  | Hyperdevotion Noire: Goddess Black Heart                                       | NS                                    | RPG de estratégia                                        | Compile Heart, Sting Entertainment   | Compile Heart                                | [ 52 ]        |  |
| F E V E R E I R O | 13  | Phantom Breaker: Battle Grounds Ultimate                                       | Win, NS, PS4, PS5, XBO, XSX           | Beat 'em up                                              | Rocket Panda Games                   | Rocket Panda Games                           | [ 53 ]        |  |
| F E V E R E I R O | 13  | Slime Heroes                                                                   | Win, NS, XSX                          | Ação e aventura                                          | Pancake Games                        | Whitethorn Games                             | [ 54 ]        |  |
| F E V E R E I R O | 13  | Urban Myth Dissolution Center                                                  | Win, NS, PS5                          | Aventura com mistério                                    | Hakaba Bunko                         | Shueisha Games                               | [ 55 ]        |  |
| F E V E R E I R O | 14  | Assassin's Creed Shadows                                                       | Win, Mac, PS5, XSX                    | Ação e aventura, stealth                                 | Ubisoft Quebec                       | Ubisoft                                      | [ 56 ]        |  |
| F E V E R E I R O | 14  | Date Everything!                                                               | Win, NS, PS5, XSX                     | Mundo aberto, simulador de romance                       | Sassy Chap Games                     | Team17                                       | [ 57 ]        |  |
| F E V E R E I R O | 14  | Kaleidoscope of Phantom Prison II                                              | NS, PS4                               | Romance visual                                           | 07th Expansion                       | Entergram                                    | [ 58 ]        |  |
| F E V E R E I R O | 14  | The Legend of Heroes: Trails Through Daybreak II                               | Win, NS, PS4, PS5                     | ARPG                                                     | Nihon Falcom                         | NIS America                                  | [ 59 ]        |  |
| F E V E R E I R O | 14  | Tomb Raider IV–VI Remastered                                                   | Win, NS, PS4, PS5, XBO, XSX           | Ação e aventura                                          | Aspyr                                | Aspyr                                        | [ 60 ]        |  |
| F E V E R E I R O | 18  | Avowed                                                                         | Win, XSX                              | ARPG                                                     | Obsidian Entertainment               | Xbox Game Studios                            | [ 61 ]        |  |
| F E V E R E I R O | 18  | Lost Records: Bloom & Rage Tape 1                                              | Win, PS5, XSX                         | Aventura com mistério                                    | Don't Nod                            | Don't Nod                                    | [ 62 ]        |  |
| F E V E R E I R O | 20  | Godzilla Voxel Wars                                                            | NS                                    | Estratégia                                               | Nukenin                              | Toho Games                                   | [ 63 ]        |  |
| F E V E R E I R O | 20  | Kamitsubaki City Regenerate                                                    | Win, NS                               | Romance visual                                           | Kamitsubaki Studio, Orange           | Kamitsubaki Studio                           | [ 64 ]        |  |
| F E V E R E I R O | 20  | The King of Fighters XIII: Global Match                                        | Win                                   | Luta                                                     | Safari Games                         | SNK                                          | [ 65 ]        |  |
| F E V E R E I R O | 20  | Stories from Sol: The Gun-Dog                                                  | Win, NS, PS4, PS5                     | Romance visual, aventura                                 | Space Colony Studios                 | Astrolabe Games                              | [ 66 ]        |  |
| F E V E R E I R O | 21  | Like a Dragon: Pirate Yakuza in Hawaii                                         | Win, PS4, PS5, XBO, XSX               | Ação e aventura                                          | Ryu Ga Gotoku Studio                 | Sega                                         | [ 67 ]        |  |
| F E V E R E I R O | 27  | Cladun X3                                                                      | NS, PS4, PS5                          | ARPG                                                     | Nippon Ichi Software                 | Nippon Ichi Software                         | [ 68 ]        |  |
| F E V E R E I R O | 27  | Crystar                                                                        | PS5                                   | ARPG                                                     | Gemdrops                             | FuRyu                                        | [ 69 ]        |  |
| F E V E R E I R O | 27  | Fuyuzono Sacrifice                                                             | NS                                    | Romance visual                                           | Otomate                              | Idea Factory                                 | [ 70 ] [ 71 ] |  |
| F E V E R E I R O | 27  | Is It Wrong to Try to Pick Up Girls in a Dungeon?: Fullland of Water and Light | Win, NS                               | ARPG                                                     | Bushiroad Games                      | Bushiroad Games                              | [ 72 ]        |  |
| F E V E R E I R O | 27  | Okayu Nyumu!                                                                   | Win, NS, PS4                          | Romance visual                                           | Entergram                            | Entergram                                    | [ 73 ]        |  |
| F E V E R E I R O | 27  | Utawarerumono Trilogy Set                                                      | NS                                    | Romance visual                                           | Aquaplus                             | Aquaplus                                     | [ 74 ]        |  |
| F E V E R E I R O | 27  | Yu-Gi-Oh! Early Days Collection                                                | Win, NS                               | Jogo de cartas digitais                                  | Konami Digital Entertainment         | Konami Digital Entertainment                 | [ 75 ]        |  |
| F E V E R E I R O | 28  | Dollhouse: Behind The Broken Mirror                                            | Win, PS5, XSX                         | Terror, aventura                                         | Indigo Studios                       | Soedesco                                     | [ 76 ]        |  |
| F E V E R E I R O | 28  | Monster Hunter Wilds                                                           | Win, PS5, XSX                         | ARPG                                                     | Capcom                               | Capcom                                       | [ 77 ]        |  |
| F E V E R E I R O | 28  | OMEGA 6: The Triangle Stars                                                    | Win, NS                               | Romance visual, aventura                                 | Happymeal, Pleocene                  | Clear River Games, City Connection           | [ 78 ]        |  |
| F E V E R E I R O | TBA | Amber Isle                                                                     | NS                                    | Simulação de negócios, simulação social                  | Ambertail Games                      | Team17                                       | [ 79 ]        |  |
| F E V E R E I R O | TBA | Dragonkin: The Banished                                                        | Win, PS5, XSX                         | ARPG                                                     | Eko Software                         | Nacon                                        | [ 80 ]        |  |
| F E V E R E I R O | TBA | DRINKRIME                                                                      | Win                                   | Aventura                                                 | 72studio                             | room6                                        | [ 81 ]        |  |
| F E V E R E I R O | TBA | Medabots Survivors                                                             | iOS, Droid                            | Roguelike, ação                                          | Imagineer                            | Imagineer                                    | [ 82 ]        |  |
| F E V E R E I R O | TBA | Morsels                                                                        | Win, Mac, NS, PS5                     | Roguelike, tiro                                          | Furcula                              | Annapurna Interactive                        | [ 83 ]        |  |
| F E V E R E I R O | TBA | On Your Tail                                                                   | NS                                    | Aventura com mistério, simulador de vida                 | Memorable Games                      | Humble Games                                 | [ 84 ]        |  |
| M A R Ç O         | 4   | Two Point Museum                                                               | Win, Mac, Lin, PS5, XSX               | Simulação de negócios                                    | Two Point Studios                    | Sega                                         | [ 85 ]        |  |
| M A R Ç O         | 6   | Ever 17: The Out of Infinity                                                   | Win, NS, PS4                          | Romance visual                                           | Mages                                | Mages, Spike Chunsoft                        | [ 86 ]        |  |
| M A R Ç O         | 6   | Never 7: The End of Infinity                                                   | Win, NS, PS4                          | Romance visual                                           | Mages                                | Mages, Spike Chunsoft                        | [ 86 ]        |  |
| M A R Ç O         | 6   | FragPunk                                                                       | Win, PS5, XSX                         | FPS, hero shooter                                        | Bad Guitar Studio                    | Bad Guitar Studio                            | [ 87 ]        |  |
| M A R Ç O         | 6   | Split Fiction                                                                  | Win, PS5, XSX                         | Aventura                                                 | Hazelight Studios                    | Electronic Arts                              | [ 88 ]        |  |
| M A R Ç O         | 6   | Suikoden I & II HD Remaster: Gate Rune and Dunan Unification Wars              | Win, NS, PS4, PS5, XBO, XSX           | RPG de estratégia                                        | Konami Digital Entertainment         | Konami Digital Entertainment                 | [ 89 ]        |  |
| M A R Ç O         | 6   | Venus Vacation Prism: Dead or Alive Xtreme                                     | Win, PS4, PS5                         | Aventura, simulador de romance                           | Team Ninja                           | Koei Tecmo                                   | [ 90 ]        |  |
| M A R Ç O         | 11  | Maliki: Poison of the Past                                                     | Win, NS                               | RPG baseado em turnos                                    | Blue Banshee                         | Ankama                                       | [ 91 ]        |  |
| M A R Ç O         | 11  | Wanderstop                                                                     | Win, PS5                              | Simulador de vida, aventura                              | Ivy Road                             | Annapurna Interactive                        | [ 92 ]        |  |
| M A R Ç O         | 12  | Wind Breaker: Rebel Heroes                                                     | Win, iOS, Droid                       | RPG                                                      | Team Caravan                         | Kodansha                                     | [ 93 ]        |  |
| M A R Ç O         | 13  | Beyond the Ice Palace II                                                       | Win, NS, PS4, PS5, XBO, XSX           | Plataforma de ação                                       | Storybird Studio                     | PQube, PixelHeart                            | [ 94 ]        |  |
| M A R Ç O         | 13  | Bionic Bay                                                                     | Win, PS5                              | Plataforma de ação                                       | Mureena, Psychoflow                  | Kepler Interactive                           | [ 95 ]        |  |
| M A R Ç O         | 13  | Matcho                                                                         | Win, Lin, PS5                         | FPS, ação e aventura, puzzle                             | FiolaSoft Studio                     | FiolaSoft Studio                             | [ 96 ]        |  |
| M A R Ç O         | 13  | P-47 II MD                                                                     | SMD                                   | Tiro com rolagem horizontal                              | City Connection                      | City Connection                              | [ 97 ]        |  |
| M A R Ç O         | 18  | Lost Records: Bloom & Rage Tape 2                                              | Win, PS5, XSX                         | Aventura com mistério                                    | Don't Nod                            | Don't Nod                                    | [ 62 ]        |  |
| M A R Ç O         | 20  | Xenoblade Chronicles X: Definitive Edition                                     | NS                                    | ARPG                                                     | Monolith Soft                        | Nintendo                                     | [ 98 ]        |  |
| M A R Ç O         | 21  | Atelier Yumia: The Alchemist of Memories & the Envisioned Land                 | Win, NS, PS4, PS5, XBO, XSX           | ARPG                                                     | Gust                                 | Koei Tecmo                                   | [ 99 ]        |  |
| M A R Ç O         | 21  | Bleach: Rebirth of Souls                                                       | Win, PS4, PS5, XSX                    | Luta, ação                                               | Tamsoft                              | Bandai Namco Entertainment                   | [ 100 ]       |  |
| M A R Ç O         | 25  | Tales of the Shire: A The Lord of the Rings Game                               | Win, NS, PS5, XSX                     | Simulador de vida                                        | Wētā Workshop                        | Private Division                             | [ 101 ]       |  |
| M A R Ç O         | 27  | AI LIMIT                                                                       | Win, PS5                              | ARPG                                                     | SenseGames                           | CE-Asia                                      | [ 102 ]       |  |
| M A R Ç O         | 27  | Atomfall                                                                       | Win, PS4, PS5, XBO, XSX               | Sobrevivência, ação                                      | Rebellion Developments               | Rebellion Developments                       | [ 103 ]       |  |
| M A R Ç O         | 27  | DYNAMIC CHORD feat. [rêve parfait] Remaster edition                            | NS                                    | Romance visual                                           | Honeybee Black                       | Dramatic Create                              | [ 104 ]       |  |
| M A R Ç O         | 27  | Gal Guardians: Servants of the Dark                                            | Win, NS, PS4, PS5, XBO, XSX           | Metroidvania, ação e aventura                            | Inti Creates                         | Inti Creates                                 | [ 105 ]       |  |
| M A R Ç O         | 27  | Setsuna ni Kakeru Koi Hanabi                                                   | NS, PS4                               | Romance visual                                           | CRYSTALiA                            | Entergram                                    | [ 106 ]       |  |
| M A R Ç O         | 27  | The First Berserker: Khazan                                                    | Win, PS5, XSX                         | ARPG                                                     | Neople                               | Nexon                                        | [ 107 ]       |  |
| M A R Ç O         | 27  | Winning Post 10 2025                                                           | Win, NS, PS4, PS5                     | Esporte, simulação                                       | Koei Tecmo                           | Koei Tecmo                                   | [ 108 ]       |  |
| M A R Ç O         | TBA | Commandos: Origins                                                             | Win, PS5, XSX                         | Táticas em tempo real                                    | Claymore Game Studios                | Kalypso Media                                | [ 109 ]       |  |
| M A R Ç O         | TBA | Football Manager 25                                                            | Win, NS, PS5, XBO, XSX, iOS, Droid    | Esporte                                                  | Sports Interactive                   | Sega                                         | [ 110 ]       |  |
| M A R Ç O         | TBA | Killing Floor 3                                                                | Win, PS5, XSX                         | Terror, FPS                                              | Tripwire Interactive                 | Tripwire Interactive                         | [ 111 ]       |  |

### Abril – Junho
| Mês       | Dia | Título                                                                      | Plataforma(s)                 | Gênero(s)                        | Desenvolvedora(s)            | Publicadora(s)                  | Referências    |
| --------- | --- | --------------------------------------------------------------------------- | ----------------------------- | -------------------------------- | ---------------------------- | ------------------------------- | -------------- |
| A B R I L | 3   | The Last of Us Part II Remastered                                           | Win                           | Ação e aventura, survival horror | Naughty Dog                  | Sony Interactive Entertainment  | [ 112 ]        |
| A B R I L | 8   | Battlefield Waltz                                                           | NS                            | Romance visual                   | Otomate                      | Idea Factory International      | [ 113 ]        |
| A B R I L | 10  | ACA NEOGEO Selection Vol. 3                                                 | NS                            | Arcade                           | Hamster Corporation, SNK     | SNK                             | [ 114 ]        |
| A B R I L | 10  | ACA NEOGEO Selection Vol. 4                                                 | NS                            | Arcade                           | Hamster Corporation, SNK     | SNK                             | [ 114 ]        |
| A B R I L | 10  | All in Abyss: Judge the Fake                                                | Win, NS, PS5                  | Aventura, role-playing           | Acquire, WSS Playground      | Alliance Arts                   | [ 115 ]        |
| A B R I L | 10  | Memories Off Sousou: Not always true                                        | Win, NS, PS4, PS5             | Romance visual                   | Mages                        | Mages                           | [ 116 ]        |
| A B R I L | 10  | Progress Orders                                                             | Win, NS                       | Role-playing                     | Hakama                       | Bushiroad Games                 | [ 117 ]        |
| A B R I L | 10  | Star Overdrive                                                              | NS                            | Ação e aventura                  | Caracal Games                | Dear Villagers                  | [ 118 ]        |
| A B R I L | 17  | Koira                                                                       | Win, PS5                      | Aventura                         | Studio Tolima                | Don't Nod                       | [ 119 ]        |
| A B R I L | 17  | Mandragora                                                                  | Win, NS, PS5, XSX             | RPG de ação                      | Primal Game Studio           | Knights Peak                    | [ 120 ]        |
| A B R I L | 17  | Over RequiemZ                                                               | NS                            | Romance visual                   | Kogado Studio, Otomate       | Idea Factory                    | [ 70 ] [ 121 ] |
| A B R I L | 18  | BOKURA                                                                      | PS4, PS5                      | Puzzle, ação e aventura          | Tokoronyori                  | Kodansha                        | [ 122 ]        |
| A B R I L | 24  | BOKURA: planet                                                              | Win, Mac                      | Puzzle, ação e aventura          | Tokoronyori                  | Kodansha                        | [ 123 ]        |
| A B R I L | 24  | Fatal Fury: City of the Wolves                                              | Win, PS4, PS5, XSX            | Luta                             | SNK                          | SNK                             | [ 124 ]        |
| A B R I L | 24  | The Hundred Line: Last Defense Academy                                      | Win, NS                       | RPG de estratégia, aventura      | Too Kyo Games, Media.Vision  | - JP: Aniplex - WW: Xseed Games | [ 125 ]        |
| A B R I L | 24  | Love Live! Nijigasaki High School Idol Club: TOKIMEKI Roadmap to the Future | Win, NS                       | Romance visual                   | HuneX                        | Bushiroad Games                 | [ 126 ]        |
| A B R I L | 24  | Tempest Rising                                                              | Win                           | Estratégia em tempo real         | Slipgate Ironworks, 2B Games | Knights Peak, 3D Realms         | [ 127 ]        |
| A B R I L | 24  | Triggerheart Exelica -Enhanced-                                             | NS                            | Shoot 'em up                     | Cosmo Machia                 | Cosmo Machia                    | [ 128 ]        |
| A B R I L | 24  | Yasha: Legends of the Demon Blade                                           | Win, NS, PS4, PS5, XSX        | RPG de ação                      | 7Quark                       | Game Source Entertainment       | [ 129 ]        |
| A B R I L | TBA | Fantasy Life i: The Girl Who Steals Time                                    | NS                            | Role-playing                     | Level-5 Comcept              | Level-5                         | [ 130 ]        |
| A B R I L | TBA | Nanuka: Secret of the Shattering Moon                                       | Win                           | Plataforma com puzzle            | OutOfTheBit                  | OutOfTheBit                     | [ 131 ]        |
| M A I O   | 29  | Sonic Wings Reunion                                                         | Win, NS, PS5                  | Tiro com rolagem vertical        | Success                      | Hamster Corporation             | [ 132 ]        |
| M A I O   | 29  | BYAKKO: Shijin Butai Enrenki                                                | NS                            | Romance visual                   | Otomate                      | Idea Factory                    | [ 70 ] [ 133 ] |
| M A I O   | TBA | Revenge of the Savage Planet                                                | Win, PS5, XSX                 | Ação e aventura                  | Raccoon Logic                | Raccoon Logic                   | [ 134 ]        |
| J U N H O | 5   | Natsume's Book of Friends: Hazuki no Shirushi                               | Win, NS                       | Aventura, romance visual         | Toydium                      | Bushiroad Games                 | [ 135 ]        |
| J U N H O | 5   | Deltarune: Chapters 1-4                                                     | Win, NS, NS 2, PS4, PS5       | RPG, Aventura                    | Toby Fox                     | Toby Fox                        | [ 136 ]        |
|           | TBA | Inazuma Eleven: Victory Road                                                | Win, NS, PS4, PS5, iOS, Droid | Esporte, role-playing            | Level-5                      | Level-5                         | [ 137 ]        |

### Julho – Setembro
| Mês         | Dia | Título       | Plataforma(s) | Gênero(s)      | Desenvolvedora(s) | Publicadora(s) | Referências |
| ----------- | --- | ------------ | ------------- | -------------- | ----------------- | -------------- | ----------- |
| A G O S T O | TBA | Stellar Code | Win           | Romance visual | Fragaria          | Fragaria       | [ 138 ]     |

### Outubro – Dezembro
| Mês           | Dia | Título               | Plataforma(s)           | Gênero(s)   | Desenvolvedora(s) | Publicadora(s)   | Referências |
| ------------- | --- | -------------------- | ----------------------- | ----------- | ----------------- | ---------------- | ----------- |
| O U T U B R O | 23  | Double Dragon Revive | Win, PS4, PS5, XBO, XSX | Beat 'em up | Yuke's            | Arc System Works | [ 139 ]     |

### Lançamentos não programados
| Título                                                     | Data aproximada | Plataforma(s)                           | Gênero(s)                                                                | Desenvolvedora(s)                                   | Publicadora(s)                                       | Referências     |
| ---------------------------------------------------------- | --------------- | --------------------------------------- | ------------------------------------------------------------------------ | --------------------------------------------------- | ---------------------------------------------------- | --------------- |
| 2XKO                                                       | Desconhecido    | Win, PS5, XSX                           | Luta                                                                     | Riot Games                                          | Riot Games                                           | [ 140 ]         |
| 33 Immortals                                               | Desconhecido    | Win, XSX                                | Roguelike                                                                | Thunder Lotus Games                                 | Thunder Lotus Games                                  | [ 141 ]         |
| 34EVERLAST                                                 | Desconhecido    | Win                                     | Ação                                                                     | Kanata Lab, HYPER REAL                              | Playism                                              | [ 142 ] [ 143 ] |
| 7'scarlet                                                  | Q2              | NS                                      | Romance visual                                                           | Otomate, Toybox                                     | Aksys Games                                          | [ 144 ]         |
| Aloft                                                      | Desconhecido    | Win                                     | Sobrevivência, sandbox                                                   | Astrolabe Interactive                               | Funcom                                               | [ 145 ]         |
| Alterna Vvelt: Blue Exorcist Another Story                 | Q1/Q2           | Win, iOS, Droid                         | ARPG                                                                     | Aniplex                                             | Aniplex                                              | [ 146 ]         |
| The Alters                                                 | Q1              | Win, PS5, XSX                           | Sobrevivência                                                            | 11 Bit Studios                                      | 11 Bit Studios                                       | [ 147 ]         |
| Amerzone: The Explorer's Legacy                            | Q2              | Win, PS5, XSX                           | Aventura                                                                 | Microids Studio Paris                               | Microids                                             | [ 148 ]         |
| Anemoi                                                     | Desconhecido    | Desconhecido                            | Romance visual                                                           | Key                                                 | Visual Arts                                          | [ 149 ]         |
| Angeline Era                                               | Desconhecido    | Win                                     | ARPG                                                                     | Analgesic Productions                               | Analgesic Productions                                | [ 150 ]         |
| Anno 117: Pax Romana                                       | Desconhecido    | Win, PS5, XSX                           | Estratégia                                                               | Ubisoft Mainz                                       | Ubisoft                                              | [ 151 ]         |
| ANTRO                                                      | Desconhecido    | Win, PS5, XSX                           | Ritmo, puzzle, plataforma                                                | Gatera Studio                                       | Selecta Play                                         | [ 152 ]         |
| Aquapazza: Aquaplus Dream Match                            | Desconhecido    | Win                                     | Luta                                                                     | Aquaplus                                            | Shiravune, DMM Games                                 | [ 153 ]         |
| Arashi Gaiden                                              | Desconhecido    | Win                                     | Ação                                                                     | Statera Studio, Wired Dreams Studio                 | Statera Studio                                       | [ 154 ]         |
| ARC Raiders                                                | Desconhecido    | Win, PS5, XSX                           | Tiro                                                                     | Embark Studios                                      | Embark Studios                                       | [ 155 ]         |
| ArcheAge Chronicles                                        | Desconhecido    | Win, PS5, XSX                           | ARPG                                                                     | XL Games                                            | Kakao Games                                          | [ 156 ]         |
| Arisen Force: Vonimir                                      | Desconhecido    | NS, PS4, PS5, XBO, XSX                  | ARPG                                                                     | Lemport                                             | Lemport                                              | [ 157 ]         |
| Assetto Corsa EVO                                          | Desconhecido    | Win                                     | Simulador de corrida                                                     | Kunos Simulazioni                                   | 505 Games                                            | [ 158 ]         |
| Atelier Resleriana: The Red Alchemist & the White Guardian | Desconhecido    | Win, NS, PS4, PS5                       | RPG                                                                      | Gust                                                | Koei Tecmo                                           | [ 159 ]         |
| Ayakashi Gohan: Oomori!                                    | Desconhecido    | NS                                      | Romance visual                                                           | Honeybee                                            | Honeybee                                             | [ 160 ]         |
| Ayasa: Shadow of Silence                                   | Desconhecido    | Win, NS, PS4, PS5, XBO, XSX             | Plataforma de puzzle, terror                                             | Aya Games                                           | Aya Games                                            | [ 161 ]         |
| Untitled Backyard Sports game                              | Desconhecido    | Win                                     | Esporte                                                                  | Mega Cat Studios                                    | Playground Productions                               | [ 162 ]         |
| Ballad of Antara                                           | Desconhecido    | Win, PS5, iOS, Droid                    | ARPG                                                                     | TipsWorks                                           | Infold Games                                         | [ 163 ] [ 164 ] |
| Battle Vision Network                                      | Desconhecido    | Win, iOS, Droid                         | Puzzle, estratégia                                                       | Capybara Games                                      | Capybara Games                                       | [ 165 ]         |
| Beastieball                                                | Q4              | Win, Mac                                | Esporte, RPG baseado em turnos                                           | Wishes Unlimited                                    | Klei Entertainment                                   | [ 166 ]         |
| The Big Catch                                              | Desconhecido    | Win                                     | Plataforma 3D                                                            | Filet Group                                         | Xseed Games                                          | [ 167 ]         |
| Big Helmet Heroes                                          | Q1              | Win, NS, PS5, XSX                       | Ação e aventura, beat 'em up                                             | Exalted Studio                                      | Dear Villagers                                       | [ 168 ]         |
| Big Walk                                                   | Desconhecido    | Win, Mac                                | Aventura                                                                 | House House                                         | Panic Inc.                                           | [ 169 ]         |
| Biped 2                                                    | Q2              | Win, NS, PS4, PS5, XBO, XSX             | Ação e aventura                                                          | NExT Studios                                        | META Publishing                                      | [ 170 ]         |
| Bittersweet Birthday                                       | Q2              | Win, NS, PS5, XSX                       | ARPG                                                                     | World Eater Games                                   | Dangen Entertainment                                 | [ 171 ]         |
| Blindfire                                                  | Desconhecido    | Win, PS5, XSX                           | FPS                                                                      | Double Eleven                                       | Double Eleven                                        | [ 172 ]         |
| Blue Prince                                                | Q2              | Win                                     | Puzzle de aventura                                                       | Dogubomb                                            | Raw Fury                                             | [ 173 ] [ 174 ] |
| Borderlands 4                                              | Desconhecido    | Win, PS5, XSX                           | FPS                                                                      | Gearbox Software                                    | 2K                                                   | [ 175 ]         |
| Bounty Sisters                                             | Desconhecido    | Win, NS                                 | Shoot 'em up                                                             | PiXEL                                               | PiXEL                                                | [ 176 ]         |
| Bounty Star: The Morose Tale of Graveyard Clem             | Desconhecido    | Win, PS4, PS5, XBO, XSX                 | Ação                                                                     | Dinogod                                             | Annapurna Interactive                                | [ 177 ] [ 178 ] |
| Boyhood's End                                              | Q3              | Win                                     | Terror, aventura                                                         | Bukiri Clock                                        | WSS Playground, Playism                              | [ 179 ]         |
| Brighter Shores                                            | Desconhecido    | Win, Mac                                | MMORPG                                                                   | Fen Research                                        | Fen Research                                         | [ 180 ] [ 181 ] |
| Bubsy in: The Purrfect Collection                          | Desconhecido    | Win, NS, PS5, XSX                       | Plataforma                                                               | Limited Run Games                                   | Atari                                                | [ 182 ]         |
| Burning Sword: Death Sun                                   | Desconhecido    | Win                                     | Hack and slash, ação                                                     | Nomadic Games                                       | Nomadic Games                                        | [ 183 ]         |
| Bye Sweet Carole                                           | Desconhecido    | Win, NS, PS4, PS5, XBO, XSX             | Terror, Aventura                                                         | Little Sewing Machine                               | Just For Games                                       | [ 184 ]         |
| Cairn                                                      | Desconhecido    | Win, consoles                           | Aventura, sobrevivência                                                  | The Game Bakers                                     | The Game Bakers                                      | [ 185 ]         |
| Capcom Fighting Collection 2                               | Desconhecido    | Win, NS, PS4, XBO                       | Luta                                                                     | Capcom                                              | Capcom                                               | [ 186 ] [ 187 ] |
| Carmen Sandiego                                            | Q1              | Win, NS, PS4, PS5, XBO, XSX, iOS, Droid | Puzzle de aventura                                                       | Gameloft                                            | Gameloft                                             | [ 188 ]         |
| Cassette Boy                                               | Desconhecido    | Win, NS, PS5                            | ARPG                                                                     | Wonderland Kazakiri                                 | Wonderland Kazakiri                                  | [ 189 ] [ 190 ] |
| Cataclismo                                                 | Desconhecido    | Win                                     | Estratégia em tempo real                                                 | Digital Sun                                         | Hooded Horse                                         | [ 191 ] [ 192 ] |
| Centum                                                     | Desconhecido    | Win, XSX                                | Aventura de apontar e clicar                                             | Hack The Publisher                                  | Serenity Forge                                       | [ 193 ] [ 194 ] |
| Chains of Freedom                                          | Desconhecido    | Win, PS4, PS5, XSX                      | Estratégia baseado em turnos                                             | Nordcurrent                                         | Nordcurrent Labs                                     | [ 195 ]         |
| ChainStaff                                                 | Desconhecido    | Win                                     | Plataforma de ação                                                       | Mommy's Best Games                                  | Null Games                                           | [ 196 ]         |
| Chernobylite 2: Exclusion Zone                             | Desconhecido    | Win, PS5, XSX                           | ARPG                                                                     | The Farm 51                                         | The Farm 51                                          | [ 197 ]         |
| Chrono Sword                                               | Desconhecido    | Win, NS, PS4, PS5, XBO, XSX             | Soulslike, ARPG                                                          | 21c.Ducks                                           | CFK                                                  | [ 198 ] [ 199 ] |
| Clair Obscur: Expedition 33                                | Q2              | Win, PS5, XSX                           | RPG baseado em turnos                                                    | Sandfall Interactive                                | Kepler Interactive                                   | [ 200 ]         |
| Class of Heroes 3 Remaster                                 | Desconhecido    | Win, NS, PS5                            | RPG, dungeon crawler                                                     | Acquire                                             | - JP: Acquire - WW: PQube                            | [ 201 ]         |
| Clockwork Ambrosia                                         | Q2              | Win                                     | Metroidvania                                                             | Realmsoft                                           | Omega Intertainment                                  | [ 202 ]         |
| Coffee Talk Tokyo                                          | Desconhecido    | Win, NS, PS5, XSX                       | Romance visual, simulação                                                | Toge Productions, Chorus Worldwide                  | Chorus Worldwide                                     | [ 203 ]         |
| Constance                                                  | Q4              | Win, NS, PS5, XSX                       | Metroidvania                                                             | btf                                                 | btf                                                  | [ 204 ]         |
| Cookie Run: OvenSmash                                      | Desconhecido    | Win, iOS, Android                       | Ação e aventura                                                          | Press A                                             | Devsisters, VNG Games                                | [ 205 ]         |
| Coromon: Rogue Planet                                      | Desconhecido    | Win, Mac, NS, iOS, Android              | RPG baseado em turnos                                                    | TRAGsoft                                            | indie.io                                             | [ 206 ]         |
| Corsairs: Battle of the Caribbean                          | Desconhecido    | Win, NS, PS5, XSX                       | Estratégia                                                               | Fishing Cactus                                      | Microids                                             | [ 207 ] [ 208 ] |
| Corpse II: Darkness Distortion                             | Desconhecido    | Win, NS, PS4                            | Terror                                                                   | Team GrisGris                                       | Mages                                                | [ 209 ]         |
| Cotton Reboot! High Tension!                               | Q2              | NS, PS4, PS5                            | Shoot 'em up                                                             | Beep                                                | Beep                                                 | [ 210 ]         |
| Crimson Desert                                             | Q4              | Win, Mac, PS5, XSX                      | Ação e aventura                                                          | Pearl Abyss                                         | Pearl Abyss                                          | [ 211 ]         |
| Croc: Legend of the Gobbos                                 | Q1              | Win, NS, PS4, PS5, XBO, XSX             | Plataforma                                                               | Argonaut Games                                      | Argonaut Games                                       | [ 212 ]         |
| Cronos: The New Dawn                                       | Desconhecido    | Win, PS5, XSX                           | Survival horror                                                          | Bloober Team                                        | Bloober Team                                         | [ 213 ]         |
| CUFFBUST                                                   | Desconhecido    | Win                                     | Ação, escape                                                             | Two Star Games                                      | Two Star Games                                       | [ 214 ]         |
| Dark Auction: Hitler's Estate                              | Desconhecido    | Win, NS, PS5                            | Aventura misteriosa                                                      | IzanagiGames                                        | IzanagiGames                                         | [ 215 ]         |
| The Dark Pictures Anthology: Directive 8020                | Desconhecido    | Win, PS5, XSX                           | Survival horror                                                          | Supermassive Games                                  | Supermassive Games                                   | [ 216 ]         |
| Dead Static Drive                                          | Q1              | Win, XBO, XSX                           | Ação e aventura, survival horror                                         | Reuben Games                                        | Reuben Games                                         | [ 217 ] [ 218 ] |
| Death end re;Quest: Code Z                                 | Desconhecido    | PS4, PS5                                | Roguelike, RPG                                                           | Compile Heart                                       | Idea Factory International                           | [ 219 ] [ 220 ] |
| Death Match Love Comedy!                                   | Desconhecido    | Win, NS, PS4, PS5, XBO, XSX             | Romance visual                                                           | Kemco                                               | - JP: Kemco - WW: PQube                              | [ 221 ]         |
| Death Stranding 2: On The Beach                            | Desconhecido    | PS5                                     | Ação                                                                     | Kojima Productions                                  | Sony Interactive Entertainment                       | [ 222 ]         |
| Death Trash                                                | Q3/Q4           | Win, Mac, Lin                           | ARPG                                                                     | Crafting Legends                                    | Crafting Legends                                     | [ 223 ] [ 224 ] |
| Deep Rock Galactic: Survivor                               | Desconhecido    | Win                                     | Shoot 'em up                                                             | Funday Games                                        | Ghost Ship Publishing                                | [ 225 ] [ 226 ] |
| Delta Force                                                | Q1              | Win, PS4, PS5, XBO, XSX, iOS, Droid     | FPS, tiro tático                                                         | TiMi Studio Group                                   | Level Infinite                                       | [ 227 ] [ 228 ] |
| Demonschool                                                | Q1              | Win, Mac, Lin, NS, PS4, PS5, XBO, XSX   | RPG eletrônico de estratégia                                             | Necrosoft Games                                     | Ysbyrd Games                                         | [ 229 ]         |
| Demon Slayer: Kimetsu no Yaiba – The Hinokami Chronicles 2 | Desconhecido    | Win, NS, PS4, PS5, XBO, XSX             | Luta, ação e aventura                                                    | CyberConnect2                                       | - JP: Aniplex - WW: Sega                             | [ 230 ]         |
| Demon Tides                                                | Desconhecido    | Win                                     | Plataforma 3D                                                            | Fabraz                                              | Fabraz                                               | [ 231 ]         |
| Descenders Next                                            | Desconhecido    | Win, XBO, XSX                           | Esporte, corrida                                                         | RageSquid                                           | No More Robots                                       | [ 232 ]         |
| Despelote                                                  | Q1/Q2           | Win, NS, PS4, PS5, XSX                  | Aventura                                                                 | Julián Cordero, Sebastían Valbuena                  | Panic                                                | [ 233 ]         |
| Despera Drops                                              | Q2              | NS                                      | Romance visual                                                           | Red Entertainment                                   | Aksys Games                                          | [ 234 ]         |
| Detained: Too Good for School                              | Desconhecido    | Win                                     | ARPG                                                                     | O.T.K Games                                         | Thermite Games                                       | [ 235 ] [ 236 ] |
| Detective Instinct: Farewell, My Beloved                   | Q1/Q2           | Win                                     | Romance visual, aventura                                                 | Armonica                                            | Armonica                                             | [ 237 ] [ 238 ] |
| Dinopunk: The Cacops Aventura                              | Desconhecido    | Win, PS4, PS5                           | Plataforma                                                               | The Dude Games                                      | Dojo System                                          | [ 239 ]         |
| Discounty                                                  | Desconhecido    | Win, NS, PS5, XSX                       | Simulação de negócios                                                    | Crinkle Cut Games                                   | PQube                                                | [ 240 ]         |
| Dispatch                                                   | Desconhecido    | Win, consoles                           | Aventura                                                                 | AdHoc Studio                                        | AdHoc Studio                                         | [ 241 ]         |
| Doom: The Dark Ages                                        | Desconhecido    | Win, PS5, XSX                           | FPS                                                                      | id Software                                         | Bethesda Softworks                                   | [ 242 ]         |
| DoubleShake                                                | Desconhecido    | Win, NS, PS4, PS5                       | Plataforma                                                               | Rightstick Studios                                  | Limited Run Games                                    | [ 243 ] [ 244 ] |
| Dragon is Dead                                             | Q1              | Win                                     | Roguelite, ação de plataforrma                                           | Team Suneat                                         | PM Studios                                           | [ 245 ] [ 246 ] |
| Dragon Quest I & II HD-2D Remake                           | Desconhecido    | Win, NS, PS5, XSX                       | RPG                                                                      | Artdink, Square Enix                                | Square Enix                                          | [ 247 ]         |
| Duck Detective: The Ghost of Glamping                      | Desconhecido    | Win, Mac, Lin                           | Aventura                                                                 | Happy Broccoli Games                                | Happy Broccoli Games                                 | [ 248 ]         |
| Dune: Awakening                                            | Q1/Q2           | Win                                     | Sobrevivência, MMORPG                                                    | Funcom                                              | Funcom                                               | [ 249 ]         |
| Dying Light: The Beast                                     | Q2/Q3           | Win, PS4, PS5, XBO, XSX                 | ARPG, survival horror                                                    | Techland                                            | Techland                                             | [ 250 ]         |
| Earnest Evans Collection                                   | Q1/Q2           | NS, PS4, PS5                            | Ação de plataforma, beat 'em up                                          | Edia                                                | Edia                                                 | [ 251 ]         |
| Earthblade                                                 | Desconhecido    | Win                                     | Plataforma de ação                                                       | Extremely OK Games                                  | Extremely OK Games                                   | [ 252 ]         |
| Earthion                                                   | Desconhecido    | SMD, consoles                           | Shoot 'em up                                                             | Ancient                                             | Ancient, Limited Run Games                           | [ 253 ]         |
| EDEN.schemata();                                           | Desconhecido    | Win                                     | Aventura misteriosa, romance visual                                      | illuCalab, WSS Playground                           | Playism                                              | [ 254 ]         |
| Edens Zero                                                 | Desconhecido    | Win, PS5, XSX                           | ARPG                                                                     | Konami Digital Entertainment                        | Konami Digital Entertainment                         | [ 255 ]         |
| Elden Ring Nightreign                                      | Desconhecido    | Win, PS4, PS5, XBO, XSX                 | ARPG                                                                     | FromSoftware                                        | Bandai Namco Entertainment                           | [ 256 ]         |
| Empyreal                                                   | Desconhecido    | Win, PS5, XSX                           | ARPG                                                                     | Silent Games                                        | Secret Mode                                          | [ 257 ]         |
| Endurance Motorsport Series                                | Desconhecido    | Win, PS5, XSX                           | Corrida                                                                  | KT Racing                                           | Nacon                                                | [ 258 ]         |
| Enemy of the State                                         | Desconhecido    | Win, PS5, XSX                           | Tiro                                                                     | Brave Lamb Studios                                  | Movie Games                                          | [ 259 ] [ 260 ] |
| Enshrouded                                                 | Desconhecido    | Win, PS5, XSX                           | ARPG, sobrevivência                                                      | Keen Games                                          | Keen Games                                           | [ 261 ]         |
| Eriksholm: The Stolen Dream                                | Desconhecido    | Win, PS5, XSX                           | Stealth, estratégia                                                      | River End Games                                     | Nordcurrent Labs                                     | [ 262 ]         |
| Everdeep Aurora                                            | Q3              | Win, NS                                 | Aventura                                                                 | Nautilus Games                                      | Ysbryd Games                                         | [ 263 ]         |
| Everhood 2                                                 | Q1/Q2           | Win, NS                                 | Aventura, RPG, ritmo                                                     | Chris Nordgren, Jordi Roca                          | Foreign Gnomes                                       | [ 264 ]         |
| Exelio                                                     | Desconhecido    | Win                                     | Sobrevivência                                                            | AI Frog Interactive                                 | AI Frog Interactive                                  | [ 265 ]         |
| Exoborne                                                   | Desconhecido    | Win, PS5, XSX                           | Tiro                                                                     | Sharkmob                                            | Level Infinite                                       | [ 266 ]         |
| Fable                                                      | Desconhecido    | Win, XSX                                | ARPG                                                                     | Playground Games                                    | Xbox Game Studios                                    | [ 267 ]         |
| The Fable: Manga Build Roguelike                           | Desconhecido    | Win, NS                                 | Construção de baralhos estilo roguelike                                  | Mono Entertainment                                  | Kodansha                                             | [ 268 ]         |
| Fatal Run 2089                                             | Desconhecido    | Win, NS, PS4, PS5, XBO, XSX             | Combate de veículos                                                      | MNSTR Studio                                        | Atari                                                | [ 269 ]         |
| Fate/Extra Record                                          | Desconhecido    | Win, NS, PS4, PS5                       | RPG                                                                      | Type-Moon Studio BB                                 | Type-Moon, Bandai Namco Entertainment                | [ 270 ]         |
| Fate Trigger: The Novita                                   | Desconhecido    | Win, PS5, XSX, iOS, Droid               | Hero shooter, battle royale                                              | Saroasis Studios                                    | Saroasis Studios                                     | [ 271 ]         |
| FBC: Firebreak                                             | Desconhecido    | Win, PS5, XSX                           | FPS                                                                      | Remedy Entertainment                                | Remedy Entertainment                                 | [ 272 ]         |
| Fear Effect                                                | Desconhecido    | Win, NS, PS4, PS5                       | Ação e aventura                                                          | Limited Run Games, Square Enix                      | Limited Run Games                                    | [ 273 ]         |
| Fellowship                                                 | Desconhecido    | Win                                     | ARPG                                                                     | Chief Rebel                                         | Arc Games                                            | [ 274 ]         |
| Fera: The Sundered Tribes                                  | Desconhecido    | Win, PS5, XSX                           | ARPG                                                                     | Massive Damage                                      | Massive Damage                                       | [ 275 ]         |
| Fighting Force Collection                                  | Desconhecido    | Win, NS, PS4, PS5                       | Ação e aventura                                                          | Limited Run Games, Square Enix                      | Limited Run Games                                    | [ 276 ]         |
| Final Fantasy XIV Mobile                                   | Desconhecido    | iOS, Droid                              | MMORPG                                                                   | LightSpeed Studios, Square Enix                     | LightSpeed Studios                                   | [ 277 ]         |
| Five Laps at Freddy's                                      | Desconhecido    | Win                                     | Corrida                                                                  | Clickteam                                           | Clickteam                                            | [ 278 ]         |
| Five Nights at Freddy's: Secret of the Mimic               | Q2/Q3           | Win, PS5                                | Survival horror                                                          | Steel Wool Studios                                  | Steel Wool Studios                                   | [ 279 ]         |
| Floatopia                                                  | Desconhecido    | Win, NS, PS5, XSX, iOS, Droid           | Simulador de vida                                                        | NetEase Games                                       | NetEase Games                                        | [ 280 ]         |
| Forever Skies                                              | Q1/Q2           | Win, PS5                                | Sobrevivência, Ação e aventura                                           | Far From Home                                       | Far From Home                                        | [ 281 ]         |
| The Fox's Way Home                                         | Desconhecido    | NS                                      | Aventura                                                                 | BeXide                                              | BeXide                                               | [ 282 ]         |
| Frostpunk 2                                                | Desconhecido    | PS5, XSX                                | construção de cidade, sobrevivência                                      | 11 Bit Studios                                      | 11 Bit Studios                                       | [ 283 ]         |
| FZ: Formation Z                                            | Desconhecido    | Win, PS5, XSX                           | Shoot 'em up                                                             | Granzella                                           | City Connection                                      | [ 284 ] [ 285 ] |
| Game of Thrones: Kingsroad                                 | Desconhecido    | iOS, Droid                              | Ação e aventura, RPG                                                     | Netmarble                                           | Warner Bros. Games                                   | [ 286 ]         |
| Genokids                                                   | Q4              | Win, Mac, Lin                           | Ação, hack and slash                                                     | Nukefist                                            | Nukefist                                             | [ 287 ]         |
| Ghost of Yōtei                                             | Desconhecido    | PS5                                     | Ação e aventura                                                          | Sucker Punch Productions                            | Sony Interactive Entertainment                       | [ 288 ]         |
| Glaciered                                                  | Desconhecido    | Win                                     | Ação e aventura                                                          | Studio Snowblind                                    | Playism                                              | [ 289 ]         |
| Gloomy Eyes: The Game                                      | Desconhecido    | Win                                     | Puzzle de aventura                                                       | Fishing Cactus, Atlas V, 3dar, Be Revolution Gaming | ARTE France                                          | [ 290 ]         |
| Glover                                                     | Desconhecido    | NS, PS4, PS5, XBO, XSX                  | Plataforma de puzzle, aventura                                           | Piko Interactive                                    | QUByte Interactive, Bleem!                           | [ 291 ]         |
| Go-Go Town!                                                | Q2              | Win, NS, PS4, PS5, XBO, XSX             | Construção de cidade                                                     | Prideful Sloth                                      | CULT Games                                           | [ 292 ]         |
| Golf With Your Friends 2                                   | Desconhecido    | Win, consoles                           | Esporte, casual                                                          | Radical Forge                                       | Team17                                               | [ 293 ]         |
| The Good Old Days                                          | Desconhecido    | Win, NS                                 | Metroidvania                                                             | Yokogo Systems                                      | Gravity Game Arise                                   | [ 294 ] [ 295 ] |
| Grand Theft Auto VI                                        | Q3/Q4           | PS5, XSX                                | Ação e aventura                                                          | Rockstar Games                                      | Rockstar Games                                       | [ 296 ]         |
| The Great Villainess: Strategy of Lily                     | Q2              | Win                                     | Estratégia baseado em turnos                                             | One or EIGHT, WSS Playground, Alliance Arts         | Alliance Arts                                        | [ 297 ]         |
| GreedFall 2: The Dying World                               | Desconhecido    | Win, PS5, XSX                           | ARPG                                                                     | Spiders                                             | Nacon                                                | [ 298 ]         |
| Grifford Academy                                           | Q1              | Win, iOS, Droid                         | RPG                                                                      | LandShark Games                                     | LandShark Games                                      | [ 299 ] [ 300 ] |
| Grit & Valor: 1949                                         | Desconhecido    | Win, NS, PS5, XSX                       | Roguelite, Estratégia em tempo real                                      | Milky Tea                                           | Megabit                                              | [ 301 ]         |
| Hashire Hebereke: EX                                       | Desconhecido    | Win, NS                                 | Corrida                                                                  | Sunsoft                                             | Gravity Game Arise                                   | [ 302 ]         |
| HEART of CROWN Online                                      | Desconhecido    | Win                                     | Construção de baralho                                                    | illuCalab, FLIPFLOPs                                | Japanime Games                                       | [ 303 ]         |
| Hell Is Us                                                 | Desconhecido    | Win, PS5, XSX                           | Ação e aventura                                                          | Rogue Factor                                        | Nacon                                                | [ 304 ]         |
| Hello Kitty Island Aventura                                | Q1/Q2           | Win, NS, PS4, PS5                       | Aventura                                                                 | Sunblink                                            | Sunblink                                             | [ 305 ]         |
| Herdling                                                   | Desconhecido    | Win, consoles                           | Aventura                                                                 | Okomotive                                           | Panic                                                | [ 306 ]         |
| Hirogami                                                   | Desconhecido    | Win                                     | Plataforma de ação                                                       | Bandai Namco Studios Singapore                      | Kakehashi Games                                      | [ 307 ]         |
| Homura Hime                                                | Q1/Q2           | Win                                     | Ação                                                                     | Crimson Dusk                                        | Playism                                              | [ 308 ]         |
| Hotel Barcelona                                            | Q1/Q2           | Win, PS5, XSX                           | Roguelike                                                                | White Owls                                          | White Owls                                           | [ 309 ]         |
| Hunter × Hunter: Nen × Impact                              | Q3              | Win, NS, PS5                            | Luta                                                                     | Eighting                                            | - JP: Bushiroad Games - WW: Arc System Works         | [ 310 ]         |
| Hyper Light Breaker                                        | Desconhecido    | Win                                     | Roguelike                                                                | Heart Machine                                       | Arc Games                                            | [ 311 ]         |
| Indiana Jones and the Great Circle                         | Q2              | PS5                                     | Ação e aventura                                                          | MachineGames                                        | Bethesda Softworks                                   | [ 312 ]         |
| INDUSTRIA II                                               | Desconhecido    | Win                                     | FPS                                                                      | Bleakmill                                           | Headup Games                                         | [ 313 ]         |
| Infestation: Origins                                       | Desconhecido    | Win                                     | Terror                                                                   | Nightmare Forge Games                               | Nightmare Forge Games                                | [ 314 ] [ 315 ] |
| Instinction                                                | Desconhecido    | Win, PS4, PS5, XBO, XSX                 | Ação e aventura                                                          | Hashbane Interactive                                | Hashbane Interactive                                 | [ 316 ]         |
| inZOI                                                      | Desconhecido    | Win, PS5, XSX                           | Simulador de vida                                                        | Krafton                                             | Krafton                                              | [ 317 ]         |
| Iwakura Aria                                               | Desconhecido    | Win, NS                                 | Romance visual                                                           | Mages                                               | PQube                                                | [ 318 ]         |
| Ixion                                                      | Desconhecido    | PS5, XSX                                | Construção de cidade, sobrevivência                                      | Bulwark Studios                                     | Kasedo Games                                         | [ 319 ]         |
| KANADE                                                     | Q1/Q2           | Win                                     | Romance visual                                                           | Frontwing                                           | Good Smile Company                                   | [ 320 ]         |
| Kemono Teatime                                             | Q2              | Win                                     | Aventura, simulação de gerenciamento                                     | Studio Lalala                                       | Studio Lalala                                        | [ 321 ]         |
| Kingmakers                                                 | Desconhecido    | Win                                     | Tiro em terceira pessoa, estratégia                                      | Redemption Road Games                               | tinyBuild                                            | [ 322 ]         |
| The Knightling                                             | Desconhecido    | Win, NS, PS5, XSX                       | Ação e aventura, plataforma                                              | Twirlbound                                          | Saber Interactive                                    | [ 323 ]         |
| Kristala                                                   | Q4              | Win                                     | ARPG                                                                     | Astral Clocktower Studios                           | Astral Clocktower Studios                            | [ 324 ]         |
| La storia della Arcana Famiglia: Rinato                    | Desconhecido    | Win, NS                                 | Romance visual                                                           | HuneX                                               | Dramatic Create                                      | [ 325 ]         |
| Labyrinth of the Demon King                                | Desconhecido    | Win                                     | Survival horror                                                          | J.R. Hudepohl                                       | Top Hat Studios                                      | [ 326 ]         |
| The Legend of Baboo                                        | Desconhecido    | Win, XBO, XSX                           | Ação e aventura                                                          | Permanent Way                                       | Midwest Games                                        | [ 327 ]         |
| Little Nightmares III                                      | Desconhecido    | Win, NS, PS4, PS5, XBO, XSX             | Plataforma de puzzle, survival horror                                    | Supermassive Games                                  | Bandai Namco Entertainment                           | [ 328 ]         |
| Lost Eidolons: Veil of the Witch                           | Desconhecido    | Win                                     | RPG eletrônico de estratégia                                             | Ocean Drive Studio                                  | Kakao Games                                          | [ 329 ] [ 330 ] |
| Lost Hellden                                               | Desconhecido    | Win, NS, PS4, PS5, XSX                  | RPG                                                                      | Artisan Studios                                     | Artisan Studios                                      | [ 331 ]         |
| Lost in Random: The Eternal Die                            | Desconhecido    | Win, NS, PS5, XSX                       | Roguelite, Ação e aventura                                               | Thunderful Games                                    | Thunderful Games                                     | [ 332 ]         |
| Lost Soul Aside                                            | Desconhecido    | Win, PS5                                | ARPG                                                                     | Ultizero Games                                      | Sony Interactive Entertainment                       | [ 333 ]         |
| Lucid                                                      | Desconhecido    | Win, NS, PS4, PS5, XBO, XSX             | Metroidvania, plataforma de ação                                         | Matte Black Studio                                  | Apogee Entertainment                                 | [ 334 ]         |
| Lunar Remastered Collection                                | Q2              | Win, NS, PS4, PS5, XBO                  | RPG                                                                      | GungHo Online Entertainment                         | GungHo Online Entertainment                          | [ 335 ]         |
| Mafia: The Old Country                                     | Q2/Q3           | Win, PS5, XSX                           | Ação e aventura                                                          | Hangar 13                                           | 2K                                                   | [ 336 ]         |
| MainFrames                                                 | Q1              | Win, NS                                 | Side-scrolling plataforma                                                | Assoupi                                             | The Arcade Crew                                      | [ 337 ]         |
| Mamorukun Curse!                                           | Desconhecido    | Win, NS, PS5, XSX                       | Shoot 'em up                                                             | G.rev                                               | City Connection                                      | [ 338 ]         |
| Manor Lords                                                | Desconhecido    | Win                                     | Estratégia em tempo real, construção de cidade                           | Slavic Magic                                        | Hooded Horse                                         | [ 339 ] [ 340 ] |
| Marisa of Liartop Mountain                                 | Desconhecido    | Win                                     | Aventura, RPG                                                            | Unknown X                                           | Alliance Arts                                        | [ 341 ]         |
| Marvel 1943: Rise of Hydra                                 | Desconhecido    | Desconhecido                            | Ação e aventura                                                          | Skydance New Media                                  | Plaion                                               | [ 342 ] [ 343 ] |
| Marvel vs. Capcom Fighting Collection: Arcade Classics     | Desconhecido    | XBO                                     | Luta                                                                     | Capcom, Eighting, Iron Galaxy                       | Capcom                                               | [ 187 ]         |
| Mayhem Brawler II: Best of Both Worlds                     | Desconhecido    | Win, NS, PS4, PS5, XBO, XSX             | Beat 'em up                                                              | Hero Concept                                        | Hero Concept                                         | [ 344 ]         |
| Mecha BREAK                                                | Q2              | Win, XSX                                | Ação, combate de veículos                                                | Seasun Games                                        | Seasun Games                                         | [ 345 ]         |
| Metal Bringer                                              | Q1              | Win, PS5                                | Roguelite, ação                                                          | Alphawing                                           | Playism                                              | [ 346 ]         |
| Metal Gear Solid Delta: Snake Eater                        | Desconhecido    | Win, PS5, XSX                           | Ação e aventura, stealth                                                 | Konami Digital Entertainment                        | Konami                                               | [ 347 ]         |
| Metroid Prime 4: Beyond                                    | Desconhecido    | NS                                      | Ação e aventura                                                          | Retro Studios                                       | Nintendo                                             | [ 348 ]         |
| Mewgenics                                                  | Desconhecido    | Win                                     | RPG eletrônico de estratégia                                             | Edmund McMillen, Tyler Glaiel                       | Edmund McMillen, Tyler Glaiel                        | [ 349 ]         |
| MIGHTREYA                                                  | Desconhecido    | Win                                     | Ação e aventura                                                          | Wazen                                               | 505 Games                                            | [ 350 ]         |
| Million Depth                                              | Desconhecido    | Win, Mac                                | Side-scrolling, roguelike                                                | Cyber Space Biotope                                 | Playism                                              | [ 351 ]         |
| Mio: Memories in Orbit                                     | Desconhecido    | Win, NS, PS4, PS5, XBO, XSX             | Metroidvania, plataforma                                                 | Douze Dixièmes                                      | Focus Entertainment                                  | [ 352 ]         |
| Mistfall Hunter                                            | Desconhecido    | Win, XSX                                | ARPG                                                                     | Bellring Games                                      | Bellring Games                                       | [ 353 ]         |
| Mistonia no Kibou: The Lost Delight                        | Desconhecido    | NS                                      | Romance visual                                                           | Otomate                                             | Aksys Games                                          | [ 354 ]         |
| Mixtape                                                    | Desconhecido    | Win, PS5, XSX                           | Aventura                                                                 | Beethoven & Dinosaur                                | Annapurna Interactive                                | [ 355 ]         |
| Momodora: Moonlit Farewell                                 | Q1              | NS, PS5, XSX                            | Metroidvania                                                             | Bombservice                                         | Playism                                              | [ 356 ]         |
| Monaco 2                                                   | Desconhecido    | Win                                     | Stealth, ação                                                            | Pocketwatch Games                                   | Humble Games                                         | [ 357 ]         |
| Mongil: Star Dive                                          | Q3/Q4           | Win, iOS, Droid                         | ARPG                                                                     | Netmarble Monster                                   | Netmarble                                            | [ 358 ]         |
| Mononoke Chigiri                                           | Desconhecido    | NS                                      | Romance visual                                                           | Otomate                                             | Idea Factory                                         | [ 70 ]          |
| Mononoke no Kuni                                           | Q1/Q2           | Win, NS                                 | ARPG                                                                     | Studio Lights                                       | Studio Lights                                        | [ 359 ] [ 360 ] |
| Moonlighter 2: The Endless Vault                           | Desconhecido    | Win, PS5, XSX                           | Roguelike, ARPG                                                          | Digital Sun                                         | 11 Bit Studios                                       | [ 361 ]         |
| Moth Kubit                                                 | Q2              | Win, NS                                 | Roguelike, tiro                                                          | Helena Creative Studio                              | Astrolabe Games                                      | [ 362 ]         |
| Mother Machine                                             | Q1              | Win, consoles                           | Plataforma de ação                                                       | Maschinen-Mensch                                    | Maschinen-Mensch                                     | [ 363 ]         |
| Motorslice                                                 | Desconhecido    | Win                                     | Ação e aventura                                                          | Regular Studio                                      | Regular Studio                                       | [ 364 ]         |
| Mouse: P.I. for Hire                                       | Desconhecido    | Win, NS, PS4, PS5, XBO, XSX             | FPS                                                                      | Fumi Games                                          | PlaySide Publishing                                  | [ 365 ]         |
| Mystereet: Yasogami Kaoru no Chousen!                      |                 | Win, NS, PS4, XSX                       | Aventura                                                                 | Mages                                               | Mages                                                | [ 366 ]         |
| Untitled NASCAR console game                               | Q4              | Consoles                                | Corrida                                                                  | iRacing                                             | iRacing                                              | [ 367 ]         |
| Naughty Geese                                              | Desconhecido    | Win, NS, PS4, PS5, XBO, XSX             | Plataforma de ação                                                       | Statera Studio                                      | Statera Studio, PixelHeart                           | [ 368 ]         |
| Nightmare House: Reimagined                                | Desconhecido    | Win                                     | Terror                                                                   | We Create Stuff                                     | We Create Stuff                                      | [ 369 ]         |
| Nihon Chinbotsu Desu Yo                                    | Q2/Q3           | Win                                     | Romance visual                                                           | Yonago Gainax                                       | Yonago Gainax                                        | [ 370 ]         |
| Nihon Chinbotsu Desu Yo                                    | Q3/Q4           | NS                                      | Romance visual                                                           | Yonago Gainax                                       | Yonago Gainax                                        | [ 370 ]         |
| Ninja Gaiden: Ragebound                                    | Q2/Q3           | Win, NS, PS4, PS5, XBO, XSX             | Side-scrolling, Ação e aventura                                          | The Game Kitchen                                    | Dotemu                                               | [ 371 ]         |
| Niraya of ■■                                               | Q4              | Win                                     | Terror, Aventura                                                         | HexaDrive                                           | HexaDrive                                            | [ 372 ]         |
| Nitro Express                                              | Desconhecido    | Win                                     | Side-scrolling, ação                                                     | Grayfax Software                                    | Playism                                              | [ 373 ]         |
| Nivalis                                                    | Q2              | Win                                     | RPG, simulação                                                           | ION LANDS                                           | 505 Games                                            | [ 374 ]         |
| Noctuary                                                   | Desconhecido    | NS, PS5                                 | Ação e aventura                                                          | Gratesca Studio                                     | Game Source Entertainment                            | [ 375 ]         |
| Nocturnal II                                               | Desconhecido    | Win, NS                                 | Metroidvania                                                             | Sunnyside Games                                     | Sunnyside Games                                      | [ 376 ]         |
| NOROI KAGO: the Grudged Domain                             | Desconhecido    | Win                                     | Survival horror                                                          | Toydium                                             | Toei Animation                                       | [ 377 ]         |
| Nubs!                                                      | Q2              | Win                                     | Arena de batalha online multijogador                                     | Rangatang, Glowfish Interactive                     | Rangatang, Glowfish Interactive                      | [ 378 ]         |
| Oaths of Light - Chapter I                                 | Q2              | Win                                     | Ação e aventura, RPG                                                     | ASM-Games                                           | ASM-Games                                            | [ 379 ] [ 380 ] |
| The Occultist                                              | Desconhecido    | Win, PS5, XSX                           | Aventura narrativa, terror psicológico                                   | DALOAR                                              | Daedalic Entertainment                               | [ 381 ]         |
| Oddsparks: An Automation Aventura                          | Desconhecido    | Win, PS5, XSX                           | Estratégia em tempo real                                                 | Massive Miniteam                                    | HandyGames                                           | [ 382 ]         |
| Of Ash and Steel                                           | Desconhecido    | Win                                     | ARPG                                                                     | Fire & Frost                                        | tinyBuild                                            | [ 383 ]         |
| OFF                                                        | Desconhecido    | NS                                      | RPG                                                                      | Mortis Ghost                                        | Fangamer                                             | [ 384 ]         |
| Olympia Soirée Catharsis                                   | Desconhecido    | NS                                      | Romance visual                                                           | Otomate                                             | Idea Factory                                         | [ 70 ]          |
| Operation Night Strikers                                   | Desconhecido    | Win                                     | Rail shooter, shoot 'em up                                               | M2                                                  | Taito                                                | [ 385 ]         |
| The Outbound Ghost: Reborn                                 | Desconhecido    | Win, NS, PS4, PS5                       | RPG baseado em turnos, domesticar monstros                               | Conradical Games                                    | Conradical Games                                     | [ 386 ]         |
| The Outer Worlds 2                                         | Desconhecido    | Win, PS5, XSX                           | ARPG                                                                     | Obsidian Entertainment                              | Xbox Game Studios                                    | [ 387 ]         |
| Outrider Mako                                              | Q1              | Win                                     | Ação e aventura                                                          | Asamado Games                                       | Playism                                              | [ 388 ]         |
| Palworld                                                   | Desconhecido    | Win, XBO, XSX                           | Ação e aventura, domesticar monstros, sobrevivência                      | Pocketpair                                          | Pocketpair                                           | [ 389 ] [ 390 ] |
| Paraside: Duality Unbound                                  | Desconhecido    | Win, NS, PS4, PS5, XBO, XSX             | RPG eletrônico de estratégia                                             | Mistold Games                                       | WhisperGames                                         | [ 391 ]         |
| Pathologic 3                                               | Desconhecido    | Win, PS5, XSX                           | Survival horror                                                          | Ice-Pick Lodge                                      | HypeTrain Digital                                    | [ 392 ]         |
| Penny Blood                                                | Q1/Q2           | Win, PS5, XSX                           | RPG                                                                      | Yukikaze, Shade, Studio Wildrose                    | Yukikaze                                             | [ 393 ]         |
| Perennial Dusk: Kinsenka                                   | Desconhecido    | Win                                     | Romance visual                                                           | Frontwing                                           | Bushiroad Games                                      | [ 394 ]         |
| Phantom Brave: The Lost Hero                               | Q2              | Win                                     | RPG eletrônico de estratégia                                             | Nippon Ichi Software                                | - JP: Nippon Ichi Software - WW: NIS America         | [ 39 ]          |
| Piczle Cross: Rune Factory                                 | Desconhecido    | Win, NS                                 | Puzzle                                                                   | Score Studios                                       | Rainy Frog                                           | [ 395 ]         |
| Piggy One Super Spark                                      | Desconhecido    | Win                                     | Ação                                                                     | Hanabushi, hako life                                | room6                                                | [ 396 ]         |
| Pirates Outlaws 2: Heritage                                | Desconhecido    | Win, Mac, iOS, Droid                    | Construção de baralhos estilo roguelike                                  | Fabled Game Studio                                  | Fabled Game Studio                                   | [ 397 ]         |
| Pokémon Legends: Z-A                                       | Desconhecido    | NS                                      | ARPG                                                                     | Game Freak                                          | - JP: The Pokémon Company - WW: Nintendo             | [ 398 ]         |
| Possessor(s)                                               | Desconhecido    | Win, consoles                           | Ação e aventura                                                          | Heart Machine                                       | Devolver Digital                                     | [ 399 ]         |
| Post Trauma                                                | Desconhecido    | Win, PS5, XSX                           | Survival horror                                                          | RED SOUL GAMES                                      | Raw Fury                                             | [ 400 ]         |
| The Precinct                                               | Q1/Q2           | Win, PS5, XSX                           | Sandbox, Ação                                                            | Fallen Tree Games                                   | Kwalee                                               | [ 401 ] [ 402 ] |
| Professor Layton and the New World of Steam                | Desconhecido    | NS                                      | Aventura de quebra-cabeça                                                | Level-5 Comcept                                     | Level-5                                              | [ 403 ]         |
| Project Code Kaleido Tower                                 | Desconhecido    | NS                                      | Romance visual                                                           | Voltage                                             | Voltage                                              | [ 404 ] [ 405 ] |
| Project Code Neon Mafia                                    | Desconhecido    | NS                                      | Romance visual                                                           | Voltage                                             | Voltage                                              | [ 404 ] [ 405 ] |
| Projekt Z: Beyond Order                                    | Q1/Q2           | Win, PS5, XSX                           | FPS                                                                      | 314 Arts                                            | Maximum Entertainment                                | [ 406 ]         |
| Promise Mascot Agency                                      | Desconhecido    | Win, NS, PS4, PS5, XBO, XSX             | Simulação de negócio de mascote                                          | Kaizen Game Works                                   | Kaizen Game Works                                    | [ 407 ]         |
| Puella Magi Madoka Magica: Magia Exedra                    | Q2              | Win, iOS, Droid                         | RPG                                                                      | Pokelabo, f4samurai                                 | Aniplex                                              | [ 408 ]         |
| Ratatan                                                    | Desconhecido    | Win, NS, PS4, PS5, XSX                  | Ritmo                                                                    | Ratata Arts, TVT                                    | Game Source Entertainment                            | [ 409 ]         |
| Recettear: An Item Shop's Tale HD Edition                  | Desconhecido    | Win                                     | RPG de ação, simulação de negócios                                       | EasyGameStation                                     | EasyGameStation                                      | [ 410 ]         |
| The Red Bell's Lament                                      | Q2              | NS                                      | Romance visual                                                           | Voltage                                             | Voltage                                              | [ 411 ]         |
| Redemption of Liuyin                                       | Desconhecido    | Win, PS5, XSX                           | ARPG                                                                     | KingnaGame                                          | KingnaGame                                           | [ 412 ]         |
| Reka                                                       | Desconhecido    | Win                                     | Aventura                                                                 | Emberstorm Entertainment                            | Fireshine Games                                      | [ 413 ] [ 414 ] |
| The Relic: First Guardian                                  | Q1              | Win, PS5, XSX                           | ARPG                                                                     | Project Cloud Games                                 | Perp Games                                           | [ 415 ]         |
| Relic Hunters Legend                                       | Q1              | Win                                     | Tiro com saque                                                           | Rogue Snail                                         | Gearbox Publishing                                   | [ 416 ] [ 417 ] |
| Rematch                                                    | Q2/Q3           | Win, PS5, XSX                           | Esporte                                                                  | Sloclap                                             | Sloclap, Kepler Interactive                          | [ 418 ]         |
| Rendering Ranger: R² [Rewind]                              | Q1/Q2           | Win, NS, PS4, PS5                       | Side-scrolling, ação                                                     | Limited Run Games, Rainbow Arts                     | Ziggurat Interactive                                 | [ 419 ]         |
| Replaced                                                   | Desconhecido    | Win, XBO, XSX                           | Plataforma de ação                                                       | Sad Cat Studios                                     | Coatsink                                             | [ 420 ]         |
| ReSetna                                                    | Q1              | PS5, XSX                                | Metroidvania, Ação e aventura                                            | Today's Games                                       | indie.io                                             | [ 46 ]          |
| Re:VER PROJECT -TOKYO-                                     | Desconhecido    | Win                                     | Side-scrolling, sobrevivência, aventura                                  | Toei Animation, Nestopi                             | Toei Animation, Nestopi                              | [ 421 ]         |
| Ritual of Raven                                            | Desconhecido    | Win, NS                                 | Simulador de vida na fazenda                                             | Spellgarden Games                                   | Team17                                               | [ 422 ]         |
| RoadCraft                                                  | Q2              | Win, PS5, XSX                           | Simulação de construção e gerenciamento                                  | Saber Interactive                                   | Focus Entertainment                                  | [ 423 ]         |
| Roboquest                                                  | Q1/Q2           | PS4, PS5                                | Roguelite, FPS                                                           | RyseUp Studios                                      | Starbreeze Studios                                   | [ 424 ]         |
| Romancing SaGa: Minstrel Song Remastered International     | Q1/Q2           | NS, PS4, PS5                            | RPG                                                                      | Square Enix, Bullets                                | Square Enix, Red Art Games                           | [ 425 ]         |
| Rose and Locket                                            | Desconhecido    | Win                                     | Ação e aventura                                                          | Whistling Wizard                                    | Critical Reflex                                      | [ 426 ]         |
| R-Type Tactics I • II Cosmos                               | Desconhecido    | Win, NS, PS4, PS5, XSX                  | Estratégia baseado em turnos, RPG eletrônico de estratégia, shoot 'em up | Granzella Game Studios                              | - JP: Granzella - WW: NIS America                    | [ 427 ]         |
| The Run: Got Next                                          | Desconhecido    | Win, PS5, XSX                           | Esporte                                                                  | Play by Play Studios                                | Play by Play Studios                                 | [ 428 ]         |
| Rune Factory: Guardians of Azuma                           | Q1/Q2           | Win, NS                                 | ARPG, simulação                                                          | Marvelous                                           | Marvelous                                            | [ 429 ]         |
| RUSHING BEAT X: Return of Brawl Brothers                   | Desconhecido    | Win                                     | Beat 'em up                                                              | City Connection                                     | City Connection                                      | [ 284 ] [ 430 ] |
| Rusty Rabbit                                               | Desconhecido    | Win, NS, PS5                            | Metroidvania, Ação e aventura                                            | Nitroplus                                           | NetEase Games                                        | [ 431 ]         |
| Shadow Labyrinth                                           | Desconhecido    | Win, NS, PS5, XSX                       | Plataforma de ação                                                       | Bandai Namco Studios                                | Bandai Namco Entertainment                           | [ 432 ]         |
| Shadowverse: Worlds Beyond                                 | Q2              | Win, iOS, Droid                         | Cartas colecionáveis digital                                             | Cygames                                             | Cygames                                              | [ 433 ]         |
| Shantae Advance: Risky Revolution                          | Q1              | GBA, Win, NS, PS4, PS5                  | Metroidvania, plataforma                                                 | WayForward                                          | Limited Run Games                                    | [ 434 ] [ 435 ] |
| shapez 2                                                   | Desconhecido    | Win                                     | Simulação                                                                | tobspr Games                                        | tobspr Games                                         | [ 436 ] [ 437 ] |
| Shield Strike                                              | Desconhecido    | Win                                     | Luta de plataforma                                                       | Statera Studio                                      | Statera Studio, PixelHeart                           | [ 438 ]         |
| Shovel Knight: Shovel of Hope DX                           | Desconhecido    | Win, Mac, Lin, NS                       | Ação e aventura, plataforma                                              | Yacht Club Games                                    | Yacht Club Games                                     | [ 439 ]         |
| Showa American Story                                       | Desconhecido    | Win, PS5                                | ARPG                                                                     | NEKCOM Games                                        | 2P Games                                             | [ 440 ]         |
| Shrapnel                                                   | Desconhecido    | Win                                     | FPS                                                                      | Neon Machine                                        | Neon Machine                                         | [ 441 ]         |
| Sigma Star Saga                                            | Desconhecido    | Win, consoles                           | Shoot 'em up                                                             | WayForward                                          | WayForward                                           | [ 442 ]         |
| The Sinking City 2                                         | Desconhecido    | Win, PS5, XSX                           | Ação e aventura, survival horror                                         | Frogwares                                           | Frogwares                                            | [ 443 ]         |
| Skate Story                                                | Desconhecido    | Win                                     | Aventura, esporte                                                        | Sam Eng                                             | Devolver Digital                                     | [ 444 ]         |
| Sky of Tides                                               | Q1              | Win, NS, PS4, PS5, XBO, XSX             | RPG                                                                      | Lofty Sky Games                                     | ESDigital Games                                      | [ 445 ]         |
| Slay the Spire II                                          | Desconhecido    | Win                                     | Construção de baralhos estilo roguelike                                  | Mega Crit                                           | Mega Crit                                            | [ 446 ]         |
| Solar Raiders                                              | Desconhecido    | Win                                     | Roguelite, Tiro em terceira pessoa                                       | Robi Studios                                        | Robi Studios                                         | [ 447 ]         |
| Soukoku no Kusabi: Hiiro no Kakera                         | Desconhecido    | NS                                      | Romance visual                                                           | Otomate                                             | Idea Factory                                         | [ 70 ]          |
| South of Midnight                                          | Desconhecido    | Win, XSX                                | Ação e aventura                                                          | Compulsion Games                                    | Xbox Game Studios                                    | [ 448 ]         |
| Space Aventura Cobra: The Awakening                        | Desconhecido    | Win, NS, PS4, PS5, XBO, XSX             | Side-scrolling, plataforma de ação                                       | Magic Pockets                                       | Microids                                             | [ 449 ]         |
| Space for Sale                                             | Desconhecido    | Win                                     | Simulação                                                                | Mirage Game Studios                                 | THQ Nordic                                           | [ 450 ] [ 451 ] |
| Space Invaders: Deck Commander                             | Q1              | Win, NS, PS4, PS5, XBO, XSX             | Jogo de tabuleiro digital                                                | Sickhead Games                                      | Rock It Games                                        | [ 452 ] [ 453 ] |
| Speedball                                                  | Desconhecido    | Win                                     | Esporte                                                                  | Rebellion Developments                              | Rebellion Developments                               | [ 454 ]         |
| Splitgate 2                                                | Desconhecido    | Win, PS4, PS5, XBO, XSX                 | FPS                                                                      | 1047 Games                                          | 1047 Games                                           | [ 455 ]         |
| Untitled SpongeBob SquarePants game                        | Desconhecido    | Desconhecido                            | Desconhecido                                                             | Desconhecido                                        | THQ Nordic                                           | [ 456 ]         |
| Star Wars: Hunters                                         | Desconhecido    | Win                                     | Tiro em terceira pessoa, tiro em arena                                   | NaturalMotion, BossAlien                            | Zynga                                                | [ 457 ]         |
| Steel Paws                                                 | Desconhecido    | iOS, Droid                              | Ação e aventura                                                          | Ys Net                                              | Netflix Games                                        | [ 458 ]         |
| Steel Seed                                                 | Desconhecido    | Win, PS5, XSX                           | Stealth, Ação e aventura                                                 | Storm in a Teacup                                   | ESDigital Games                                      | [ 459 ] [ 460 ] |
| Steins;Gate Re:Boot                                        | Desconhecido    | Desconhecido                            | Romance visual                                                           | Mages                                               | Mages                                                | [ 461 ]         |
| Stellar Blade                                              | Desconhecido    | Win                                     | Ação e aventura                                                          | Shift Up                                            | Desconhecido                                         | [ 462 ]         |
| Stick it to the Stickman                                   | Desconhecido    | Win                                     | Roguelike, beat 'em up                                                   | Free Lives                                          | Devolver Digital                                     | [ 444 ]         |
| Stormgate                                                  | Desconhecido    | Win                                     | Estratégia em tempo real                                                 | Frost Giant Studios                                 | Frost Giant Studios                                  | [ 463 ]         |
| Strinova                                                   | Desconhecido    | PS5, XSX, iOS, Droid                    | Tiro em terceira pessoa, hero shooter                                    | iDreamSky                                           | iDreamSky                                            | [ 464 ]         |
| Sunderfolk                                                 | Desconhecido    | Win, NS, PS5, XSX                       | Estratégia baseado em turnos, aventura                                   | Secret Door                                         | Dreamhaven                                           | [ 465 ]         |
| Sunkissed City                                             | Desconhecido    | Win, Mac, Lin                           | Simulador de vida                                                        | Mr. Podunkian                                       | Mr. Podunkian                                        | [ 466 ] [ 467 ] |
| Suuran Digit                                               | Desconhecido    | NS                                      | Romance visual                                                           | Otomate                                             | Idea Factory                                         | [ 70 ]          |
| Tales of Seikyu                                            | Desconhecido    | Win                                     | Simulador de vida na fazenda, aventura                                   | ACE Entertainment                                   | Fireshine Games                                      | [ 468 ]         |
| The Talos Principle: Reawakened                            | Desconhecido    | Win, PS5, XSX                           | Puzzle                                                                   | Croteam                                             | Devolver Digital                                     | [ 469 ]         |
| tamashika                                                  | Desconhecido    | Win                                     | FPS                                                                      | quicktequila                                        | quicktequila                                         | [ 470 ]         |
| Tears of Metal                                             | Desconhecido    | Win                                     | Roguelike, hack and slash                                                | Paper Cult                                          | Paper Cult                                           | [ 471 ]         |
| Temirana: The Lucky Princess and the Tragic Knights        | Desconhecido    | NS                                      | Romance visual                                                           | ichicolumn                                          | Idea Factory International                           | [ 472 ]         |
| Temtem: Swarm                                              | Desconhecido    | Win                                     | Roguelike, shoot 'em up                                                  | Crema, GGTech Studios                               | Crema                                                | [ 473 ]         |
| Tenebris Somnia                                            | Desconhecido    | Win                                     | Aventura, survival horror                                                | Andrés Borghi, Tobías Rusjan                        | Saibot Studios                                       | [ 474 ]         |
| Terrifier: The ARTcade Game                                | Desconhecido    | Win, NS, PS5, XSX                       | Beat 'em up                                                              | Relevo                                              | Selecta Play                                         | [ 475 ]         |
| Tetris: The Grand Master 4 – Absolute Eye                  | Q1              | Win                                     | Puzzle                                                                   | Arika                                               | Arika                                                | [ 476 ]         |
| To Heart Remake                                            | Q2              | Win, NS                                 | Romance visual                                                           | Aquaplus                                            | Aquaplus                                             | [ 477 ]         |
| Todokero! Tatakae! Calamity Angels                         | Q3              | NS, PS4, PS5                            | RPG                                                                      | Compile Heart                                       | Compile Heart                                        | [ 478 ]         |
| Tokimeki Memorial: forever with you Emotional              | Desconhecido    | NS                                      | Simulador de romance                                                     | Konami Digital Entertainment                        | Konami Digital Entertainment                         | [ 479 ]         |
| Tokyo Xtreme Racer                                         | Desconhecido    | Win                                     | Corrida                                                                  | Genki                                               | Genki                                                | [ 480 ]         |
| Tomba! 2                                                   | Desconhecido    | Win, NS, PS4, PS5                       | Plataforma                                                               | Whoopee Camp, Limited Run Games                     | Limited Run Games                                    | [ 481 ]         |
| Towerborne                                                 | Desconhecido    | Win, XSX                                | Ação e aventura                                                          | Stoic                                               | Xbox Game Studios                                    | [ 482 ]         |
| Trails in the Sky 1st Chapter                              | Q3/Q4           | Win, NS, PS5                            | RPG                                                                      | Nihon Falcom                                        | - JP: Nihon Falcom - WW: GungHo Online Entertainment | [ 483 ]         |
| Tron: Catalyst                                             | Desconhecido    | Win, NS, PS5, XSX                       | Ação e aventura                                                          | Bithell Games                                       | Big Fan Games                                        | [ 484 ]         |
| Troublemaker 2: Beyond Dream                               | Desconhecido    | Win                                     | Ação e aventura                                                          | Gamecom Team                                        | Freedom Games                                        | [ 485 ]         |
| Tsurugihime                                                | Desconhecido    | Win                                     | Side-scrolling, ARPG                                                     | Fahrenheit 213                                      | Fahrenheit 213                                       | [ 486 ] [ 487 ] |
| Type-NOISE: Shonen Shojo                                   | Desconhecido    | Win                                     | Aventura, romance visual                                                 | Dank Hearts                                         | Dank Hearts                                          | [ 488 ]         |
| Ultimate Sheep Raccoon                                     | Desconhecido    | Win, consoles                           | Em grupo, corrida                                                        | Clever Endeavour Games                              | Clever Endeavour Games                               | [ 489 ]         |
| Ultra Mushroom                                             | Desconhecido    | Win                                     | Aventura                                                                 | Xemono, TRY GAMES, room6                            | TRY GAMES, room6                                     | [ 490 ]         |
| Unbeatable                                                 | Desconhecido    | Win, PS5, XSX                           | Ritmo, aventura                                                          | D-CELL                                              | Playstack                                            | [ 491 ]         |
| Undergrounded                                              | Desconhecido    | Win                                     | Puzzle de aventura                                                       | Game Studio                                         | Game Studio                                          | [ 492 ]         |
| Unrailed! 2: Back on Track                                 | Desconhecido    | Win                                     | Ação                                                                     | Indoor Astronaut                                    | Kepler Ghost                                         | [ 493 ]         |
| UNYIELDER                                                  | Desconhecido    | Win, Lin                                | Roguelite, FPS, ação                                                     | TrueWorld Studios                                   | Shueisha Games                                       | [ 494 ]         |
| Usual June                                                 | Desconhecido    | Win                                     | Ação e aventura                                                          | Finji                                               | Finji                                                | [ 495 ]         |
| Utakata no Uchronia                                        | Desconhecido    | NS                                      | Romance visual                                                           | LicoBiTs                                            | Aksys Games                                          | [ 496 ]         |
| Utawarerumono: Shiro e no Michishirube                     | Desconhecido    | Desconhecido                            | RPG eletrônico de estratégia                                             | Aquaplus                                            | Aquaplus                                             | [ 497 ]         |
| Utawarerumono: Zan                                         | Desconhecido    | Win                                     | ARPG, hack and slash                                                     | Aquaplus                                            | Shiravune, DMM Games                                 | [ 498 ]         |
| Vampire: The Masquerade – Bloodlines 2                     | Q1/Q2           | Win, PS5, XSX                           | ARPG                                                                     | The Chinese Room                                    | Paradox Interactive                                  | [ 499 ]         |
| VICE Undercover                                            | Q1              | Win, Mac                                | Simulação, aventura                                                      | Ancient Machine Studios                             | Ancient Machine Studios                              | [ 500 ] [ 501 ] |
| Untitled Virtua Fighter game                               | Desconhecido    | Desconhecido                            | Luta                                                                     | Ryu Ga Gotoku Studio                                | Sega                                                 | [ 502 ]         |
| Warhammer 40,000: Speed Freeks                             | Desconhecido    | Win                                     | Corrida, combate de veículos                                             | Caged Element                                       | Plaion                                               | [ 503 ] [ 504 ] |
| Wheel World                                                | Q1/Q2           | Win, PS5, XSX                           | Esporte                                                                  | Messhof                                             | Annapurna Interactive                                | [ 505 ]         |
| Which Way Up: Galaxy Games                                 | Q1              | Win, NS                                 | Em grupo                                                                 | Turtle Flip Studio                                  | Turtle Flip Studio                                   | [ 506 ]         |
| Windblown                                                  | Desconhecido    | Win                                     | Roguelike                                                                | Motion Twin                                         | Motion Twin                                          | [ 507 ] [ 508 ] |
| Winter Burrow                                              | Q1              | Win, XBO, XSX                           | Sobrevivência                                                            | Pine Creek Games                                    | Noodlecake                                           | [ 509 ]         |
| Witchfire                                                  | Q3/Q4           | Win                                     | FPS                                                                      | The Astronauts                                      | The Astronauts                                       | [ 510 ] [ 511 ] |
| Wizard of Legend II                                        | Desconhecido    | Win                                     | Roguelike                                                                | Dead Mage                                           | Humble Games                                         | [ 512 ] [ 513 ] |
| Worshippers of Cthulhu                                     | Q1              | Win, PS5, XSX                           | Estratégia em tempo real, construção de cidade                           | Crazy Goat Games                                    | Crazy Goat Games                                     | [ 514 ]         |
| Wuchang: Fallen Feathers                                   | Desconhecido    | Win, PS5, XSX                           | Soulslike, ARPG                                                          | Leenzee Games                                       | 505 Games                                            | [ 515 ]         |
| Yaoling: Mythical Journey                                  | Desconhecido    | Win                                     | RPG                                                                      | Rayka Studio                                        | Rayka Studio                                         | [ 516 ] [ 517 ] |
| Yokai Landlord: Monster Mystery!                           | Desconhecido    | Win, Lin                                | Dedução social, aventura                                                 | Shadow Glove                                        | FINE                                                 | [ 518 ]         |
| Ys: Memories of Celceta                                    | Q2              | NS                                      | ARPG                                                                     | Nihon Falcom                                        | Nihon Falcom                                         | [ 519 ]         |
| Ys vs. Trails in the Sky: Alternative Saga                 | Desconhecido    | Win, NS, PS4, PS5                       | Luta                                                                     | Nihon Falcom                                        | refint/games                                         | [ 520 ]         |
| Ys X: Proud Nordics                                        | Desconhecido    | Desconhecido                            | ARPG                                                                     | Nihon Falcom                                        | Nihon Falcom                                         | [ 521 ]         |
| Yunyun Syndrome!? Rhythm Psychosis                         | Desconhecido    | Win                                     | Ritmo, aventura                                                          | WSS Playground, Who You                             | WSS Playground, Alliance Arts                        | [ 522 ]         |

## Lançamentos de filmes e programas de televisão baseados em videogames
| Título                                           | Data de lançamento/Estreia | Tipo                                    | Publicadora(s)          | Franquia(s)                   | Publicadora original do jogo(s) | Referências     |
| ------------------------------------------------ | -------------------------- | --------------------------------------- | ----------------------- | ----------------------------- | ------------------------------- | --------------- |
| Grisaia: Phantom Trigger the Animation           | 2 de janeiro de 2025       | Série de televisão de anime             | Tokyo MX (Japão)        | The Fruit of Grisaia          | Frontwing                       | [ 523 ]         |
| Promise of Wizard                                | 6 de janeiro de 2025       | Série de televisão de anime             | Tokyo MX (Japão)        | Promise of Wizard             | Coly                            | [ 524 ]         |
| Farmagia                                         | 10 de janeiro de 2025      | Série de televisão de anime             | Tokyo MX (Japão)        | Farmagia                      | Marvelous                       | [ 525 ]         |
| Colorful Stage! The Movie: A Miku Who Can't Sing | 17 de janeiro de 2025      | Filme de anime                          | Shochiku                | Hatsune Miku: Colorful Stage! | Sega                            | [ 526 ]         |
| Um Filme Minecraft                               | 4 de abril de 2025         | Longa-metragem                          | Warner Bros. Pictures   | Minecraft                     | Mojang Studios                  | [ 527 ]         |
| Until Dawn                                       | 25 de abril de 2025        | Longa-metragem                          | Sony Pictures Releasing | Until Dawn                    | Sony Interactive Entertainment  | [ 528 ]         |
| Devil May Cry                                    | Abril de 2025              | Série de televisão animada para adultos | Netflix                 | Devil May Cry                 | Capcom                          | [ 529 ]         |
| Summer Pockets                                   | Abril de 2025              | Série de televisão de anime             | ASA                     | Summer Pockets                | Visual Arts                     | [ 530 ] [ 531 ] |
| Mortal Kombat 2                                  | 24 de outubro de 2025      | Longa-metragem                          | Warner Bros. Pictures   | Mortal Kombat                 | Midway Games                    | [ 532 ]         |
| Five Nights at Freddy's 2                        | 5 de dezembro de 2025      | Longa-metragem                          | Universal Pictures      | Five Nights at Freddy's       | Scott Cawthon                   | [ 533 ] [ 534 ] |
| Gnosia                                           | ASA                        | Série de televisão de anime             | ASA                     | Gnosia                        | Petit Depotto                   | [ 535 ]         |
| Guilty Gear Strive: Dual Rulers                  | ASA                        | Série de televisão de anime             | ASA                     | Guilty Gear Strive            | Arc System Works                | [ 536 ]         |
| Kamitsubaki City Under Construction              | ASA                        | Série de televisão de anime             | ASA                     | Kamitsubaki City              | Kamitsubaki Studio              | [ 537 ]         |
| The Exit 8                                       | ASA                        | Longa-metragem                          | Toho                    | The Exit 8                    | Kotake Create                   | [ 538 ]         |